# 경상북도의 축제 목록
2004년 기준 경상북도에서 열리는 축제는 총 52개다.

## 경상북도
| 지역   | 축제 명                    | 개최시기             | 주요 내용 | 주최/주관                                |
| ------ | -------------------------- | -------------------- | --- | ---------------------------------------- |
| 경산시 | 자인단오-한장군놀이        | 6월                  | 한장군제, 가장행렬, 전통생활용품전, 원효성사 탄생 다례제, 장사씨름대회                                                         | 경산시, (사)한장군놀이보존회, 경산문화원 |
| 경주시 | 신라문화제                 | 10월                 | 제전, 민속경연, 예술행사, 불교행사, 학술행사, 공연                                                                             | 경주시/신라문화선양회                    |
| 경주시 | 경주 한국의 술과 떡 잔치   | 3월                  | 전시행사, 공연행사, 참여행사, 특별행사, 판매행사                                                                               | 경주시                                   |
| 고령군 | 대가야 문화예술제          | 6월                  | 우륵추모제, 전국우륵가야금경연대회, 문학의 밤, 시조창발표회 등                                                                 | 고령군                                   |
| 고령군 | 우곡그린수박 축제          | 5월                  | 품평회, 먹기, 씨뱉기 대회, 시식회,조각작품전시, 먹거리 장터                                                                    | 우곡수박 작목반연합회                    |
| 고령군 | 고령 딸기 축제             | 3월                  | 딸기품평회, 먹기대회, 선별대회, 시식회, 작품전시, 먹거리 장터,                                                                 | 쌍림딸기 영농조합                        |
| 고령군 | 성산 메론 축제             | 5월                  | 품평회, 시식회, 품종 전시회, 먹거리 장터,                                                                                      | 성산메론 작목반연합회                    |
| 구미시 | 금오대제                   | 2월                  | 정월대보름 전통민속축제. 솟대고사, 제례, 뒤풀이, 당산풀이, 음복 등                                                             | 구미시/구미문화원                        |
| 김천시 | 김천 포도 축제             | 7월                  | 대도시 포도 나눠주기, 포도아가씨 선발대회, 포도농장 현장체험                                                                   | 김천시/농협김천시지부                    |
| 김천시 | 황악산 산채 음식축제       | 4월                  | 산채음식 전시회, 산채음식 시식회, 산채음식요리경연 등                                                                          | 김천시                                   |
| 문경시 | 문경 전통 찻사발 축제      | 5월                  | 문경전통 찻사발 및 도자기 명품전, 도예인 물레차기시연, 선조도공 추모제, 도자기 제작 체험 등                                    | 문경시                                   |
| 문경시 | 문경 산악 체전             | 5월                  | 문경새재 맨발걷기대회, 주흘산 산행대회, 문경새재 등반대회, 산악자전거 대회, 패러글라이딩 대회                                  | 문경시                                   |
| 봉화군 | 봉화 은어 축제             | 8월초                | 토종물고기 및 농특산물전시, 은어잡이 체험행사, 먹거리 장터, 현장체험행사                                                       | 봉화군                                   |
| 봉화군 | 봉화 송이 축제             | 10월초               | 송이채취체험 및 농특산물 전시 판매행사, 송이요리경진대회, 먹거리 장터운영                                                      | 봉화군                                   |
| 봉화군 | 청량 문화제                | 10월초               | 군민화합의 장, 고유문화향연 행사, 민속놀이 경연, 군민솜씨 자랑, 전시행사 등                                                    | 봉화군/봉화문화원                        |
| 봉화군 | 봉성 돼지숯불요리 축제     | 7월중                | 요리 시식회, 돼지숯불요리촌 운영, 전시행사, 체육행사 등                                                                        | 봉화군                                   |
| 봉화군 | 춘양목축제                 | 5월중순              | 춘양목판매행사, 전시행사, 춘양목체험 등반대회, 산나물 채취 체험행사                                                            | 봉화군                                   |
| 봉화군 | 재산수박축제               | 8월말                | 수박시식회 및 품평회, 전시행사, 수박을 이용한 음식 시식행사                                                                    | 봉화군                                   |
| 봉화군 | 명호이나리 강변축제        | 8월초                | 농특산물 및 물고기전시, 민물고기잡이 체험행사, 관북농촌체험마을운영, 홍보관 운영 등                                            | 봉화군                                   |
| 상주시 | 상주 예술제                | 5월                  | 백일장, 시 낭송회, 미술/서예 대회, 민요창, 국악 경연대회, 국악협회 연주회, 연극공연 및 사진 전시회                             | 한국예총상주지부 등                      |
| 상주시 | 한여름밤의 축제            | 7월                  | 청소년어울마당, 자매결연 도시와의 밤, 시민노래자랑                                                                             | 한국예총상주지부/상악회                  |
| 상주시 | 상주 곶감 자전거 축제      | 10월                 | 산악자전거 대회, X-game, 철인 2종 경기, 곶감마라톤대회, 감 관련 이벤트, 곶감품평회 등                                          | 상주시                                   |
| 상주시 | 상주 문화제                | 10월                 | 전통기능경연, 궁도대회, 경상감사 도임순력 행차 재현, 상주성탈환 재현, 읍면 농악경연대회 등                                     | 상주문화원/상주로타리클럽                |
| 성주군 | 성주 참외 축제             | 5월                  | 성주참외아가씨선발대회, 참외 품평회 및 농경체험행사, 성주참외장사 씨름대회, 참외마라톤대회                                     | 성주군                                   |
| 성주군 | 전국 민족극 한마당         | 8월                  | 전국 극단 마당극 공연, 특별초청공연, 장승깍기, 도자기, 페이스페인팅, 워크샾, 심포지움 개최 등                                  | (사)한국민족극운동협회                   |
| 성주군 | 성주 막걸리 축제           | 5월                  | 전통술 심포지엄, 전국막걸리 시판, 술익는 거리, 전통주막촌                                                                      | 성주군                                   |
| 안동시 | 안동국제탈춤페스티벌       | 9~10월               | 탈춤마당, 하회선유줄불놀이, 탈 공모전, 탈춤배우기, 탈만들기, 창작탈전시, 탈깃발전                                              | 안동시                                   |
| 안동시 | 안동민속축제               | 10월                 | 차전놀이, 놋다리밟기, 저전논매기, 제기차기, 그네뛰기 등                                                                        | 안동시/안동문화원                        |
| 영덕군 | 영덕은어축제               | 7월 또는 8월         | 은어낚시, 요리, 은어요리 시식회, 오십천 은어 음악회                                                                            | 영덕군                                   |
| 영덕군 | 영덕대게축제               | 4월                  | 선단점등식, 대게잡이 어선시승회, 영덕대게 요리대회, 영덕대게 시식회                                                            | 영덕군                                   |
| 영덕군 | 영덕 비치드레그레이스 대회 | 7월                  | 해변음악회, 불꽃놀이, 명차시승식, 자동차묘기, 명차전시, 세발자전거대회, 비치 드레그레이스                                      | 영덕군, 한국자동차협회                   |
| 영덕군 | 영덕 해변 축제             | 7월                  | 모래조각경연, 바다조개줍기, 해변열린미술마당, 신돌석장군배 전국씨름왕 대회, 비치사커대회                                       | 영덕군, 영덕관광진흥협의회               |
| 영덕군 | 영덕해맞이축제             | 1월 1일              | 제야타종, 달집태우기, 해맞이기원, 소망축등, 영덕대게 경매, 경북대종 타종 체험                                                  | 영덕군, 영덕관광진흥협의회               |
| 영양군 | 영양 고추 문화축제         | 9월                  | 고추아가씨선발, 고추따기 씨름왕선발, 용놀이, 행다시연 및 들차회, 지역특산물 전시·판매,                                         | 영양군                                   |
| 영주시 | 풍기 인삼 축제             | 10월 초(10월1일~6일) | 전시행사(인삼재배, 인삼요리전시), 체험행사(인삼캐기,깎기), 인삼판매, 특산물판매 등                                             | 축제추진위원회                           |
| 영천시 | 영천 한약 축제             | 10월                 | 공연, 전시, 체험, 한방나눔 행사, 기타 부대 행사                                                                                | 영천시                                   |
| 영천시 | 별빛축제                   | 5월                  | 전국별빛문화체험축제, 별빛마을체험, 천문대 체험, 천문과학강연 및 천체관축                                                      | 영천시                                   |
| 예천군 | 군민 민속놀이 대회         | 1월 ~ 2월            | 윷놀이, 연날리기, 널뛰기 | 예천군생활체육협의회                     |
| 예천군 | 예천문화제                 | 10월                 | 솜씨자랑, 백일장, 사진 전시회 등                                                                                               | 예천군, 예천문화원                       |
| 울릉군 | 울릉도 오징어 축제         | 8월                  | 풍어기원제례, 오징어체험승선 견학,오 징어요리경연, 울릉도 전통 떼배 경주, 오징어마라톤대회, 바다낚시대회 등                    | 울릉군                                   |
| 울릉군 | 우산문화제                 | 10월                 | 우산제전, 향토음식시연 및 시식회, 동남동녀선발대회, 전통민속생활용품 재현 등                                                   | 울릉군, 울릉문화원                       |
| 울진군 | 울진 대게 축제             | 3월～4월             | 대게가요제, 떼배노젓기, 달리기, 선박무료 시승, 큰대게포획경연, 대게 먹기, 요리경연 등                                          | 울진군, 후포수산업협동조합               |
| 울진군 | 평해남대천 단오제          | 6월                  | 제천제례, 월송큰줄당기기, 겨루기,씨름대회, 장승시연, 별신굿무속제,                                                             | 평해읍, 평해읍청년회                     |
| 울진군 | 울진왕피천 여름즐기기      | 7월말                | 은어잡이, 은어낚시, 왕피천 물놀이대회, 왕피천용왕제, 그린음악회 등                                                             | 울진군                                   |
| 울진군 | 백암 온천제                | 8월중                | 산신제, 온천제례, 출향인의 밤 경연, 전국통기타경연, 백암산 등반 등                                                             | 울진군                                   |
| 울진군 | 울진 송이 축제             | 10월초               | 산신제, 송이품평회(송이왕 선발), 울진송이채취, 울진송이경매전, 울진송이로또전, 전시관,직 판장, 송이생태관찰장, 송이요리체험 등 | 울진군                                   |
| 울진군 | 성류문화제                 | 10월중               | 성류제향, 전시회, 울진봉평신라비 서예공모전, 전시회, 전국시조경창대회                                                          | 울진군, 울진문화원                       |
| 청도군 | 청도 소싸움 축제           | 3월                  | 국제 소싸움 라이벌전, 싸움소 빅 게임, 농경문화체험장 등                                                                        | 청도군, 청도투우협회                     |
| 청송군 | 주왕산 수달래제            | 5월                  | 수달래제례,수달래꽃잎 띄우기, 도립교향악단 연주회, 장승솟대깍기, 특판장 운영                                                   | 청송군, 청송문화원                       |
| 칠곡군 | 아카시아 벌꿀 축제         | 5월                  | 아카시아꽃길걷기대회, 벌수염붙이기, 지역 문화단체 공연, 예술단 초청공연, Honey 마라톤 대회                                     | 칠곡군, 칠곡문화원                       |
| 포항시 | 호미곶 한민족 해맞이축전   | 1월 1일              | KBS sunrise 콘서트, 호미곶 결혼식, 각종 이벤트 공연                                                                            | 경상북도, 포항시                         |
| 포항시 | 포항 과메기 축제           | 12월 말 ~ 1월 초     | | 경상북도, 포항시, 경북매일               |
| 포항시 | 포항국제불빛축제           | 7 ~ 8월              | | 포항시/포항시축제위원회, POSCO           |
| 포항시 | 포항 단오절 민속축제       | 6월                  | 그네뛰기대회, 여성한복 맵시자랑 대회, 풍속음식 나누어먹기, 윷놀이대회 등                                                       | 포항시/포항문화원                        |
| 포항시 | 포항바다 국제연극제        | 7월~8월              | 국내외 연극전문 공연단체 공연, 무용, 국악, 갈라쇼, 연극워크샵,                                                                 | 포항시,포항연극협회                      |
| 포항시 | 송도 해변 축제             | 7월~8월              | 해변 한마음 가요제, 3차원 영상 영상멀티미디어쇼, 가족영화제, 레크한마당, 해무용제,                                             | 포항시/경북일보                          |
| 포항시 | 북부 해변 축제             | 7월~8월              | 북부해변가요제, 초청공연, 타악 퍼포먼스, 클래식 공연, 모래 작품전시회, 영화상영                                                | 포항시/대구신문                          |
| 포항시 | 울림 뮤직 페스티벌         | 8월                  | 포항 불빛 축제 기간 중 개최, 일렉트로닉 공연, 힙합 공연, 뮤직 페스티벌.                                                        | 포항시/울림페스트벌 진행위원회           |

## 같이 보기
- 서울특별시의 축제 목록
- 부산광역시의 축제 목록
- 대구광역시의 축제 목록
- 인천광역시의 축제 목록
- 광주광역시의 축제 목록
- 대전광역시의 축제 목록
- 울산광역시의 축제 목록
- 세종특별자치시의 축제 목록
- 경기도의 축제 목록
- 강원특별자치도의 축제 목록
- 충청북도의 축제 목록
- 충청남도의 축제 목록
- 전북특별자치도의 축제 목록
- 전라남도의 축제 목록
- 경상남도의 축제 목록
- 제주특별자치도의 축제 목록